# Dark Passage
Dark Passage is een Amerikaanse film noir uit 1947. Het was de derde van de vier films waarin Bogart en Bacall samenspelen. De film is gebaseerd op de gelijknamige roman van David Goodis.

## Verhaal
Vincent Parry wordt verdacht voor de moord op zijn vrouw en ontsnapt uit de gevangenis om zijn onschuld te bewijzen. Parry vindt dat hij te gemakkelijk herkend wordt door de mensen en besluit daarom om een plastische operatie te ondergaan. Hij recupereert van de operatie bij een sympathiek, jong meisje, namelijk Irene Jansen. Al snel vindt hij affectie bij Irene maar wil nog steeds zijn onschuld bewijzen.
Opmerkelijk in de film is dat het gezicht van Vincent Parry, het personage dat Bogart vertolkt, niet wordt getoond voordat dit met plastische chirurgie werd veranderd. Een aantal scènes die voor de operatie plaatsvinden worden gefilmd vanuit het perspectief van Vincent. De camera wordt daarbij zo geplaatst dat zijn gezicht niet valt te onderscheiden. Het verhaal volgt Vincents pogingen om aan de wet te ontsnappen en zijn naam te zuiveren van een moord waarvan hij wordt beschuldigd.

## Rolverdeling
| Acteur          | Personage     |
| --------------- | ------------- |
| Humphrey Bogart | Vincent Parry |
| Lauren Bacall   | Irene Jansen  |
| Bruce Bennett   | Bob           |
| Agnes Moorehead | Madge Rapf    |